# Fissidens ramulosus
Fissidens ramulosus är en bladmossart som beskrevs av Mitten 1860. Fissidens ramulosus ingår i släktet fickmossor, och familjen Fissidentaceae. Inga underarter finns listade i Catalogue of Life.